# 李忠军 (1976年)
李忠军（1976年12月—），男，汉族，黑龙江富锦人，中共党员，哈尔滨师范大学中文专业毕业。
曾任海伦市长发乡长丰村党支部副书记、海伦市大豆批发市场主任、黑龙江中储粮海伦直属库主任、黑龙江中储粮创业直属库主任。
2008年，当选第十一届全国人民代表大会黑龙江地区代表。2013年，当选第十二届全国人民代表大会黑龙江地区代表。因涉嫌严重违纪违法，2015年1月19日，黑龙江省第十二届人大常委会第十七次会议决定罢免其第十二届全国人民代表大会代表职务。